# Dagvaberget
Dagvaberget (georgiska: მთა დაგვა, Mta Dagva), eller bara Dagva, är ett berg i Georgien. Det ligger i den västra delen av landet, i den autonoma republiken Tbilisi. Toppen på Dagva är 1 193 meter över havet. Närmaste större samhälle är Tjakvi, 10 km åt väster.